# 尚志駅
尚志駅（しょうしえき）とは、中華人民共和国黒竜江省ハルビン市尚志市に位置する浜綏線の駅。

## 歴史
- 1899年　開業。

## 隣の駅
中華人民共和国鉄道部
浜綏線
烏吉密駅 - 尚志駅 - 馬延駅
座標: 北緯45度12分23秒 東経127度57分21秒 / 北緯45.2063度 東経127.9557度